# Río Teme

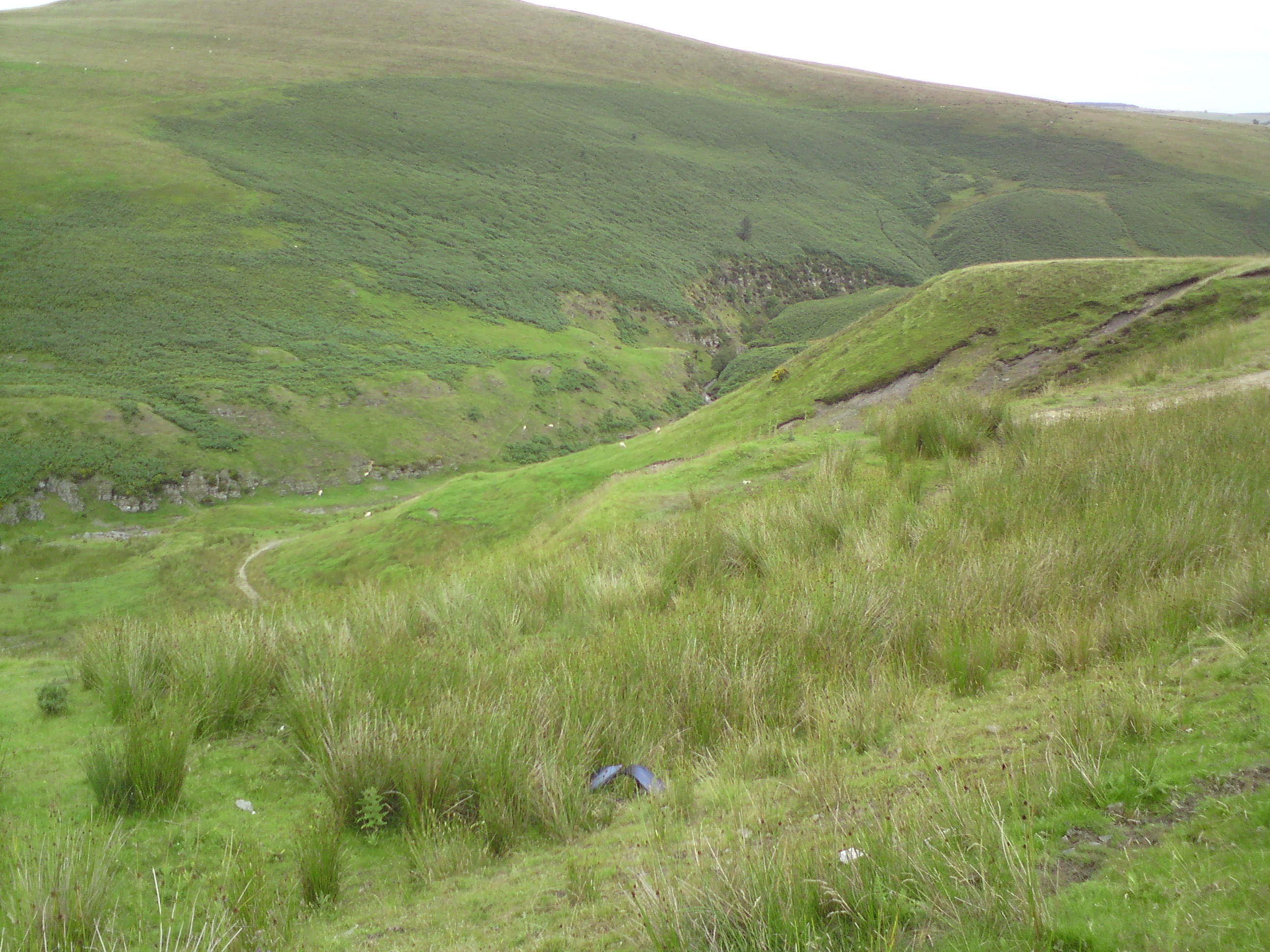
La fuente del Teme en Powys, Gales

El río Teme (en galés: Afon Tefeidiad) es un río británico que corre en los centros de Gales e Inglaterra. Es un Site of Special Scientific Interest desde 1996. La longtitud del río es de 130 kilómetros, siendo el 16º río más largo del Reino Unido. El Teme es un tributario del río Severn, el más largo de los ríos de Gran Bretaña.
Después de su fuente a la altitud de 502 metros, en las colinas de Kerry en Powys, el Teme corre al sur e es la frontera entre Gales e el condado inglés de Shropshire. La primera villa a su lado es Knighton en Powys, entonces la totalidad del Teme entra en Shropshire y corre en el pueblo de Leintwardine antes de entrar la villa de Ludlow. Después de Ludlow, corre en el pueblo de Ashford Carbonel y brevemente el condado de Herefordshire, antes de girar al condado de Worcestershire y su villa de Tenbury Wells. En las afueras de la capital de Worcestershire, Worcester, el Teme desemboca en el río Severn.